# Montagnola
Cet article concerne la localité suisse. Pour le parc de Bologne, voir Jardin de la Montagnola.
Montagnola (Muntagnöra en dialecte tessinois) est une localité et une ancienne commune suisse du canton du Tessin.

## Situations administrative et géographique

Photo aérienne (1950)

L'ancienne commune de Montagnola, désormais fusionnée avec Gentilino (it) et Agra (en) se trouve dans le canton suisse italophone du Tessin, à proximité de la frontière entre la Suisse et l'Italie. Elle est située sur la partie centrale de la colline de Collina d'Oro qui comprend nombre de villages entre la baie d'Agno et Pian Scairolo. Elle donne sur le lac de Lugano et est limitrophe avec la commune du même nom. Elle fait partie de la paroisse de Sant'Abbondio Gentilino.

## Histoire
La première mention de Montagnola remonte à 1226. Les chapelles de San Silvestro à Arasio et San Nazaro in Celso sont respectivement mentionnés en 1270 et 1442. Montagnola appartient alors à la paroisse de Sant'Abbondio à Gentilino. Le rattachement de plusieurs anciennes propriétés séparées au monastère de Sant'Abbondio de Côme en 1535, donna lieu à l'établissement du Concilium Sancti Abundii qui couvrait non seulement Gentilino mais le village de Montagnola et les hameaux de Vigilio, Orino, Arasio, Certenago, Poprino, Barca et Scairolo. Un inventaire du monastère mentionne la présence d'une forteresse à Arasio.
Le 4 avril 2004 Montagnola a fusionné avec Gentilino (it) et Agra (en) pour former la nouvelle commune de Collina d'Oro.

## Économie
L'économie locale était basée sur l'agriculture jusqu'à l'émigration d'architectes et de bâtisseurs appartenant aux familles Gilardi, Lucchini, Berra et Camuzzi dans différents pays européens, particulièrement en Russie. Plusieurs de ces bâtisseurs ont créé des œuvres majeures dans les villes de ces pays qui ont assis leur réputation. L'agréable climat et la situation privilégiée du village attira nombre d'illustres personnalités étrangères comme l'écrivain allemand Hermann Hesse. Un musée à son hommage a ouvert en 1997. Entre 1923 et 1927, Montagnola fut le siège de la prestigieuse Officina Bodoni, l'imprimerie de Hans (plus tard Giovanni) Mardesteig. Depuis 1956, est implantée une école internationale, L'École Américaine en Suisse (en), qui accueillait en 2006 près de 450 étudiants de différentes nationalités. Sa proximité avec Lugano en fait une banlieue résidentielle.

## Évolution de la population
De 551 habitants en 1850, la population de Montagnola a régulièrement évolué jusqu'au quadruple. Elle était de 2 092 habitants en 2000.

## Personnalités liées à Montagnola
La famille Gilardi est à l'origine d'une dynastie d'architectes fameux installés en Russie au milieu du XVIIIe siècle. Le plus célèbre est Domenico Gilardi, né à Montagnola où il vécut avec sa mère avant de rejoindre son père Giovanni Battista à Moscou en 1796. Au retour en 1816 de son père en Suisse, il reprend la charge de celui-ci en qualité d'architecte en chef avant de rentrer lui-même en 1832 au pays natal où il s'occupe pendant dix ans du projet de la chapelle San Pietro dans le cimetière monumental néoclassique de Montagnola qui lui est également attribué. Il meurt à Milan en 1845. À Moscou, c'est son cousin Alessandro qui prend la relève.
En 1919, Hermann Hesse loue quatre pièces de la Casa Camuzzi. Il obtient la nationalité suisse en 1924 et s'installe en 1931 avec sa nouvelle compagne Ninon Dolbin dans la maison construite selon ses vœux sur les hauteurs de Montagnola et dénommée Casa Hesse ou Casa Rossa. Il meurt en 1962 à Montagnola et est inhumé au cimetière de Sant'Abbondio. En 1922, Giovanni Mardersteig fonde à Montagnola sa maison d'édition, l'Officina Bodoni, dans laquelle il imprime lui-même ses livres prestigieux avant de s'installer en 1927 à Vérone. En 1933, Gunter Böhmer est invité par Hermann Hesse à Montagnola où il s'installe en 1939 et y vit jusqu'à la fin de ses jours en 1986. Loris Kessel, pilote automobile de Formule 1 né à Lugano est mort à Montagnola en 2010.

## Monuments et lieux d'intérêt
L'ancienne commune comptait trois Oratoires nommés respectivement Santi Nazario e Celso (1421), San Silvestro à Arasio (1270) et San Mattia, reconstruit par Giacomo Alberti à Certenago. Parmi les édifices civils, la Villa Camuzzi, réalisée par l'architecte Agostino Camuzzi au milieu du XIXe siècle, est inscrite comme bien culturel d'importance nationale, alors que le musée Hermann Hesse est classé d'importance régionale. Le village compte également un Palazzo Gilardi.

Une salle du musée Hermann Hesse
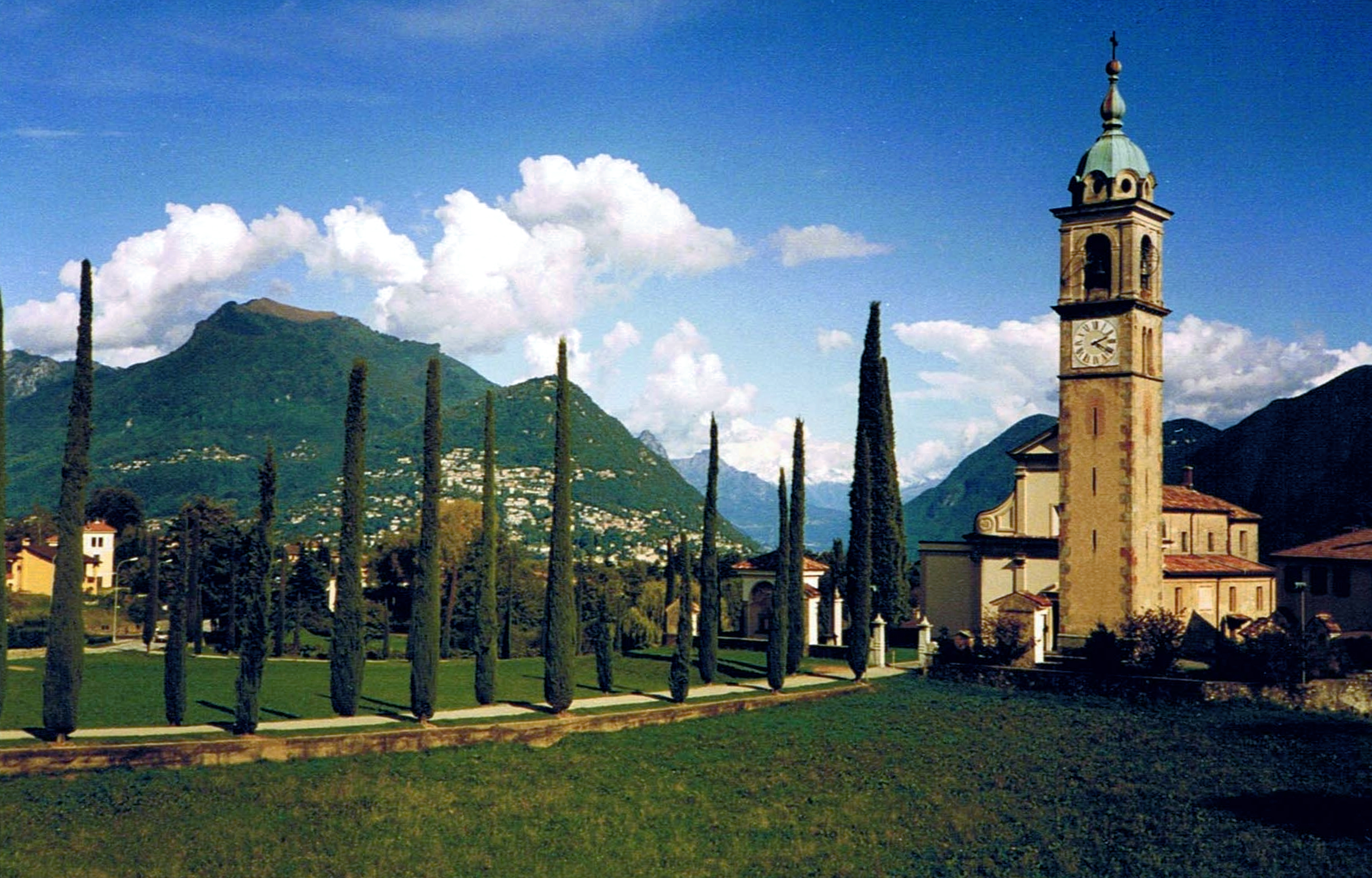
Le clocher de Sant'Abbondio
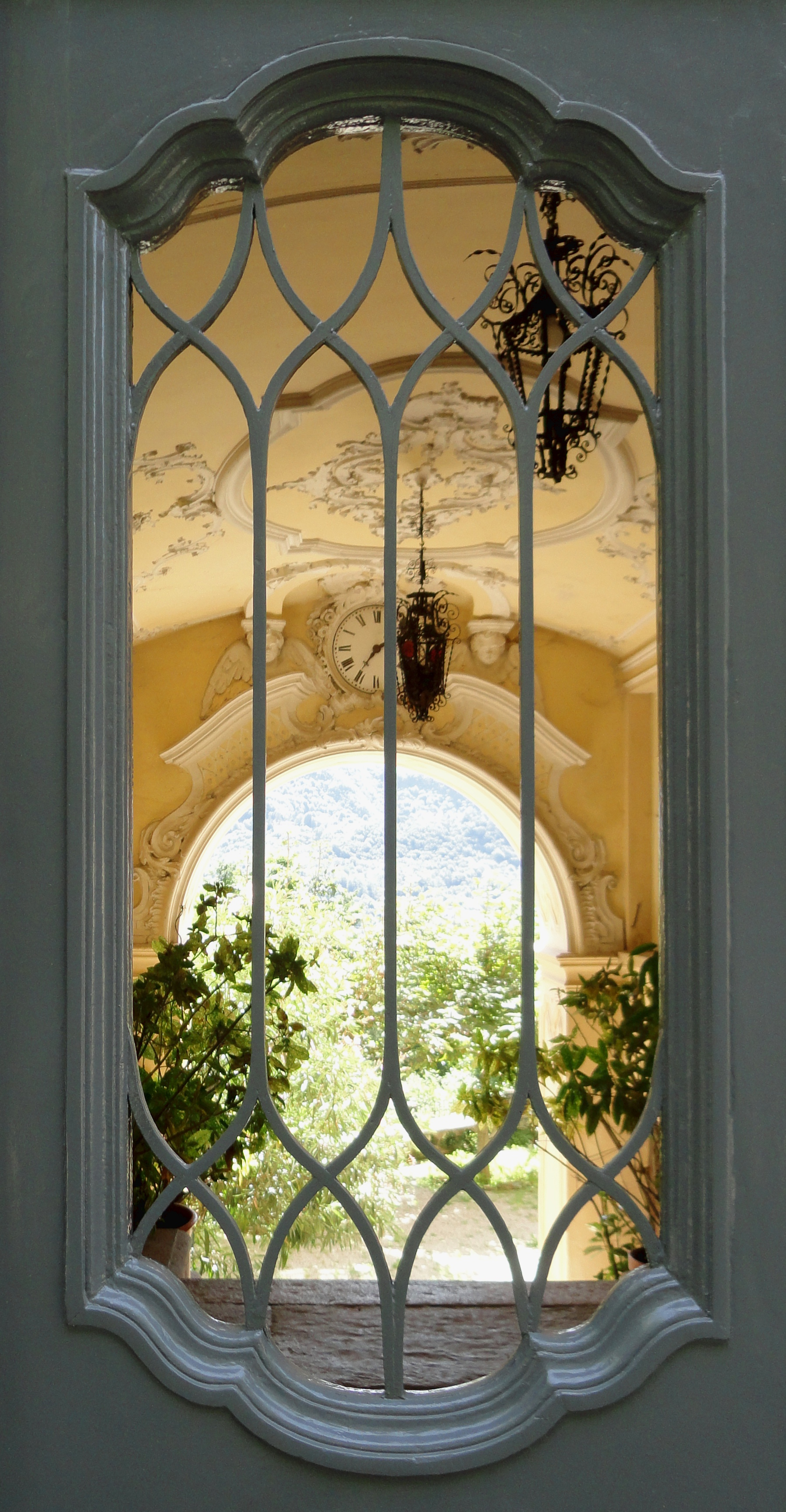
Détail de la Villa Camuzzi
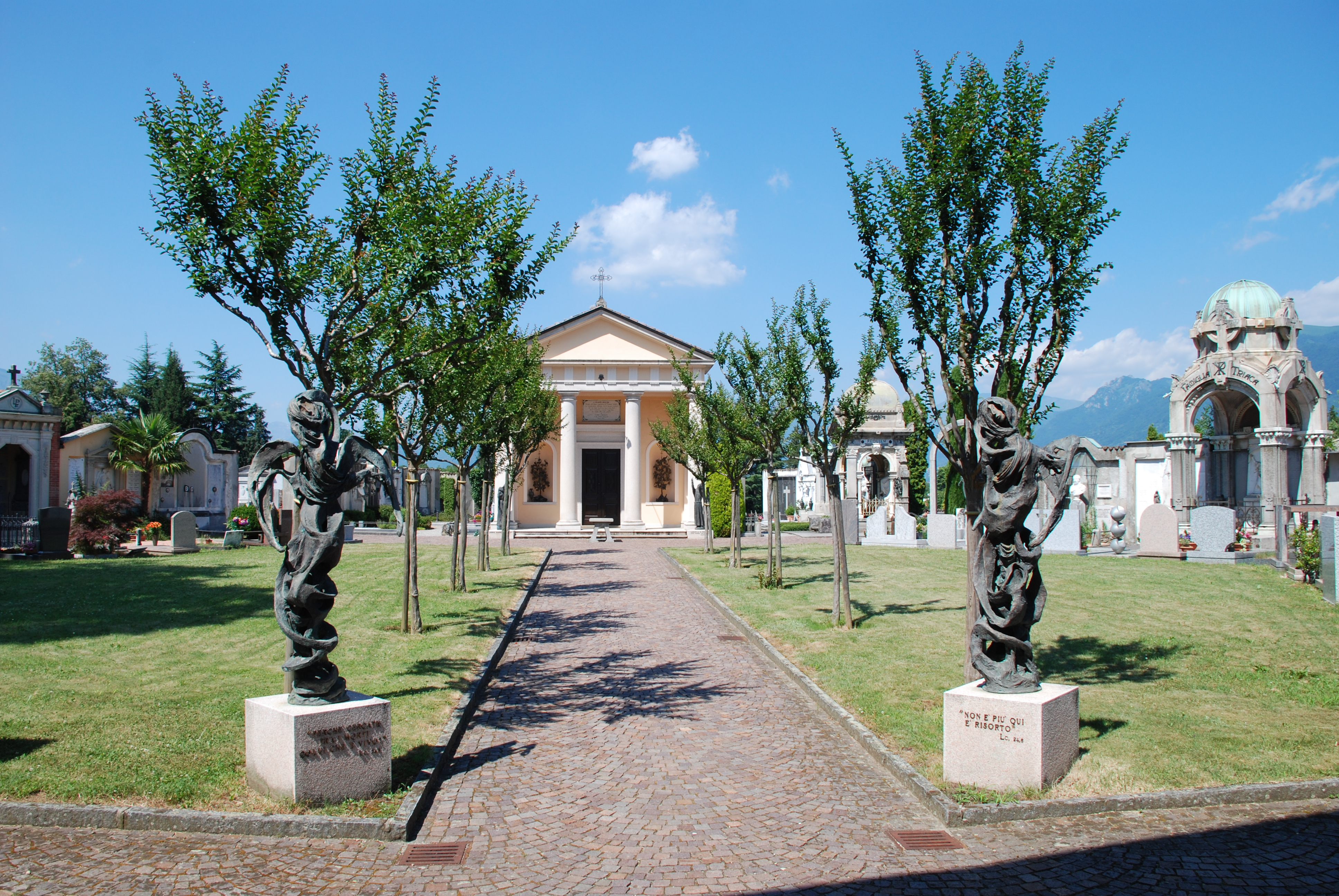
Le cimetière monumental attribué à Domenico Gilardi
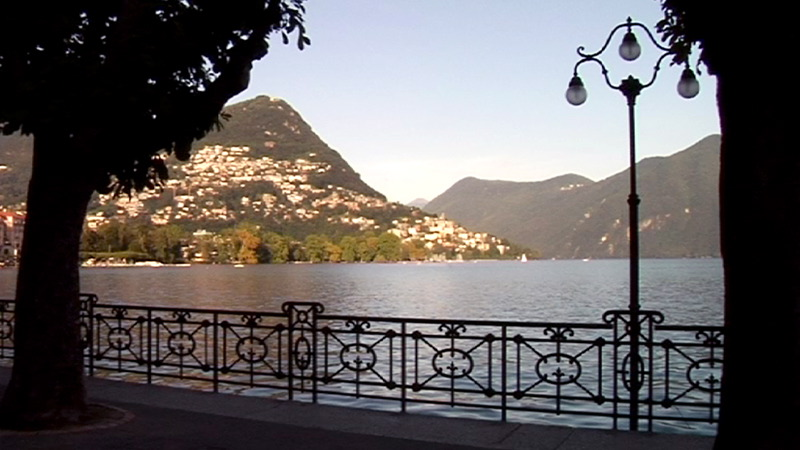
Le lac de Lugano à Montagnola